# Ligariella bolivari
Ligariella bolivari är en bönsyrseart som beskrevs av Giglio-tos 1915. Ligariella bolivari ingår i släktet Ligariella och familjen Mantidae. Inga underarter finns listade i Catalogue of Life.